# Fokker 50
Fokker 50 je dvoumotorový turbovrtulový úzkotrupý hornoplošní dopravní letoun určený na krátké tratě. Jedná se o zmodernizovaný velmi úspěšný typ Fokker F-27. Fokker 60 je prodloužená verze Fokkeru 50. Fokker 50 se vyráběl mezi lety 1987 až 1997 v nizozemských továrnách společnosti Fokker. Bylo vyrobeno celkem 213 kusů, přičemž v roce 2012 bylo 124 letounů z nich stále v provozu.

## Verze

### Fokker 50
Základní výchozí verze s délkou 25,25 metrů, rozpětím křídel 29 m a výškou 8,32 m, maximální rychlostí 560 km/h, cestovní rychlostí 530 km/h a doletem 2,055 km. Nosnost je cca 8,5 tuny. Pojme 58 až 62 pasažérů.

### Fokker 60
Verze s prodlouženým trupem o 1,02 metrů před křídlem a 0,8 metrů za křídlem. Vpředu má velké dveře pro náklad, trup byl přizpůsoben pro větší hmotnost. Maximální nosnost vzrostla o cca 2 tuny. Pojme až 62 pasažérů. Byly vyrobeny jen 4 kusy, pak společnost Fokker zbankrotovala.

## Specifikace
Údaje platí pro variantu Fokker 50

### Hlavní technické údaje
- Osádka: 2
- Kapacita:  50 cestujících
- Rozpětí křídel: 29 m (95 stop a 2 palce)
- Délka: 25,25 m (82 stop a 10 palců)
- Výška: 8,33 m (27 stop a 4 palce)
- Hmotnost prázdného letounu: 18 600 kg (41 006 lb)
- Vzletová hmotnost:  19 949,89 kg (43 982 lb)
- Pohonná jednotka: 2 × turbovrtulový motor Pratt & Whitney Canada PW125B
- Výkon pohonné jednotky: 2 500 shp (1 864 kW)

### Výkony
- Cestovní rychlost: 522,26 km/h (282 uzlů)
- Dolet: 2 253 km  (1 400 mil)

## Fotogalerie

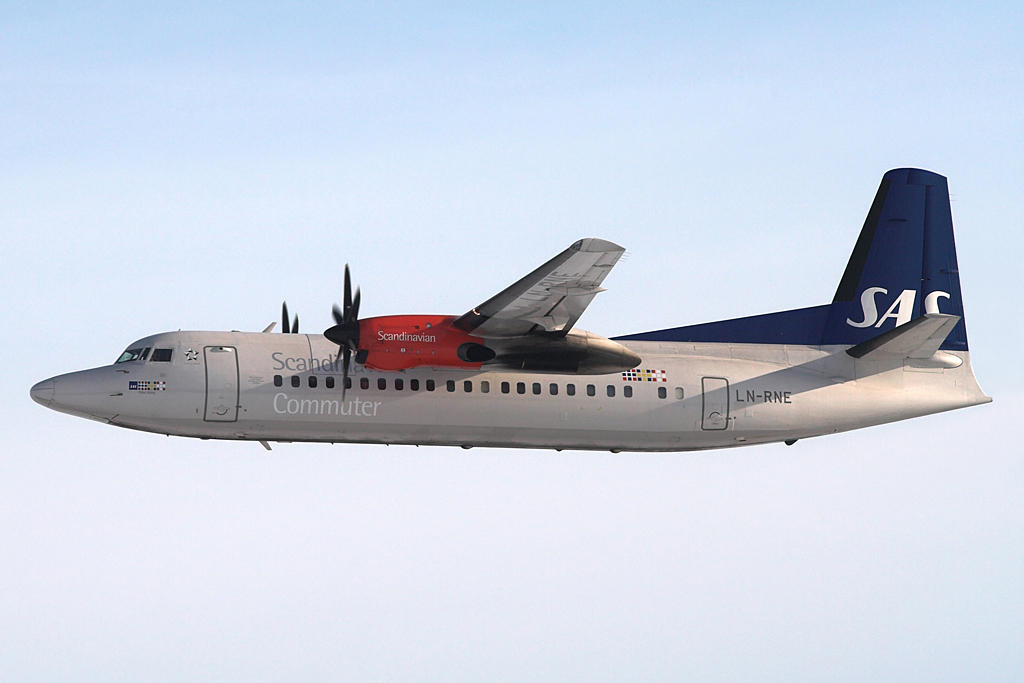
Fokker 50 sloužil u Scandinavian Airlines
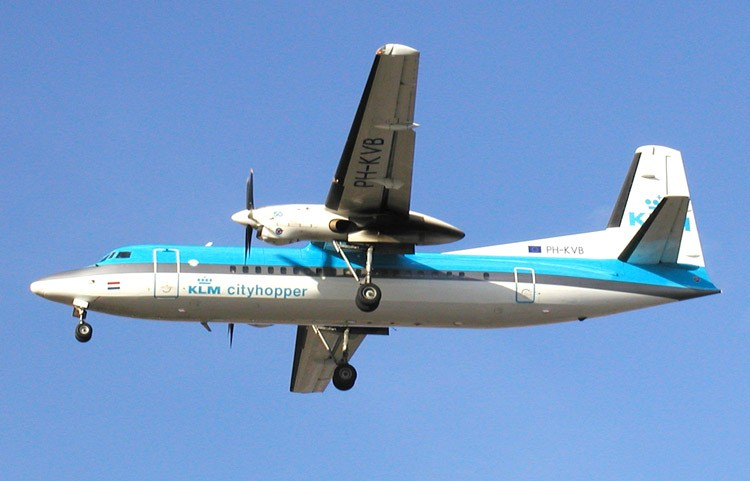
Fokker 50 létal u společnosti KLM Cityhopper
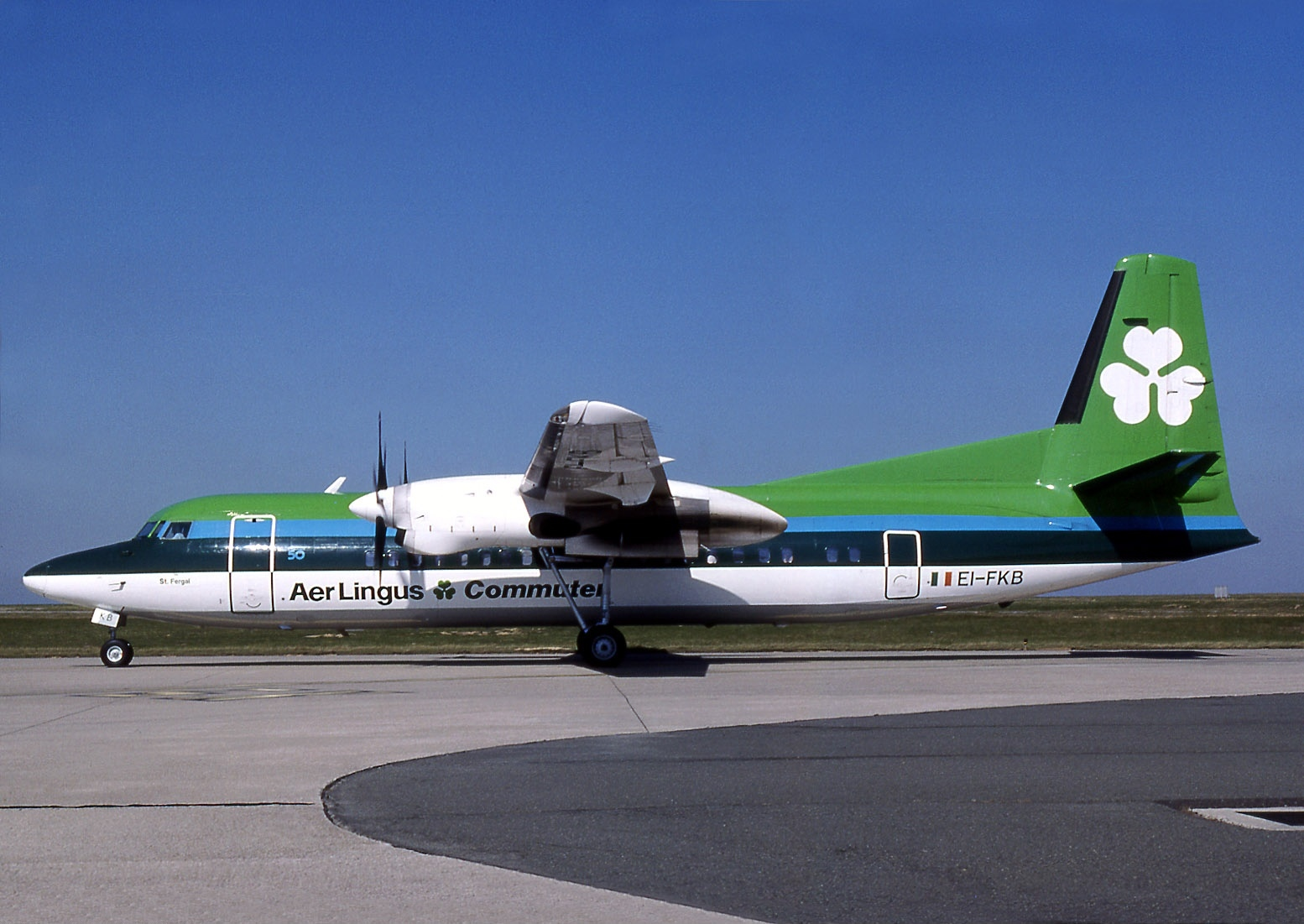
Fokker 50 v barvách společnosti Aer Lingus
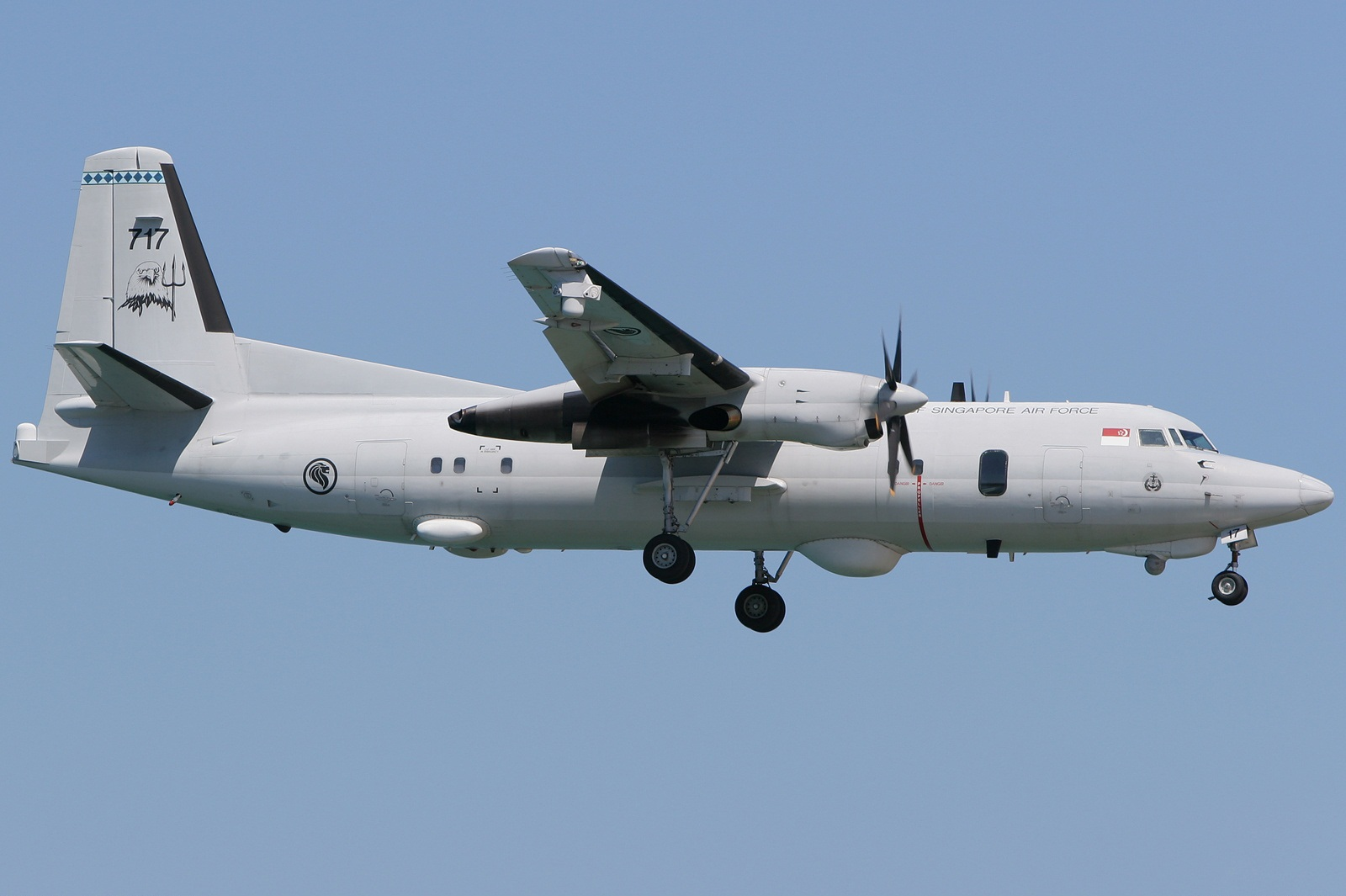
Fokker F.50 Enforcer užívaný Singapurským letectvem jako námořní hlídkový
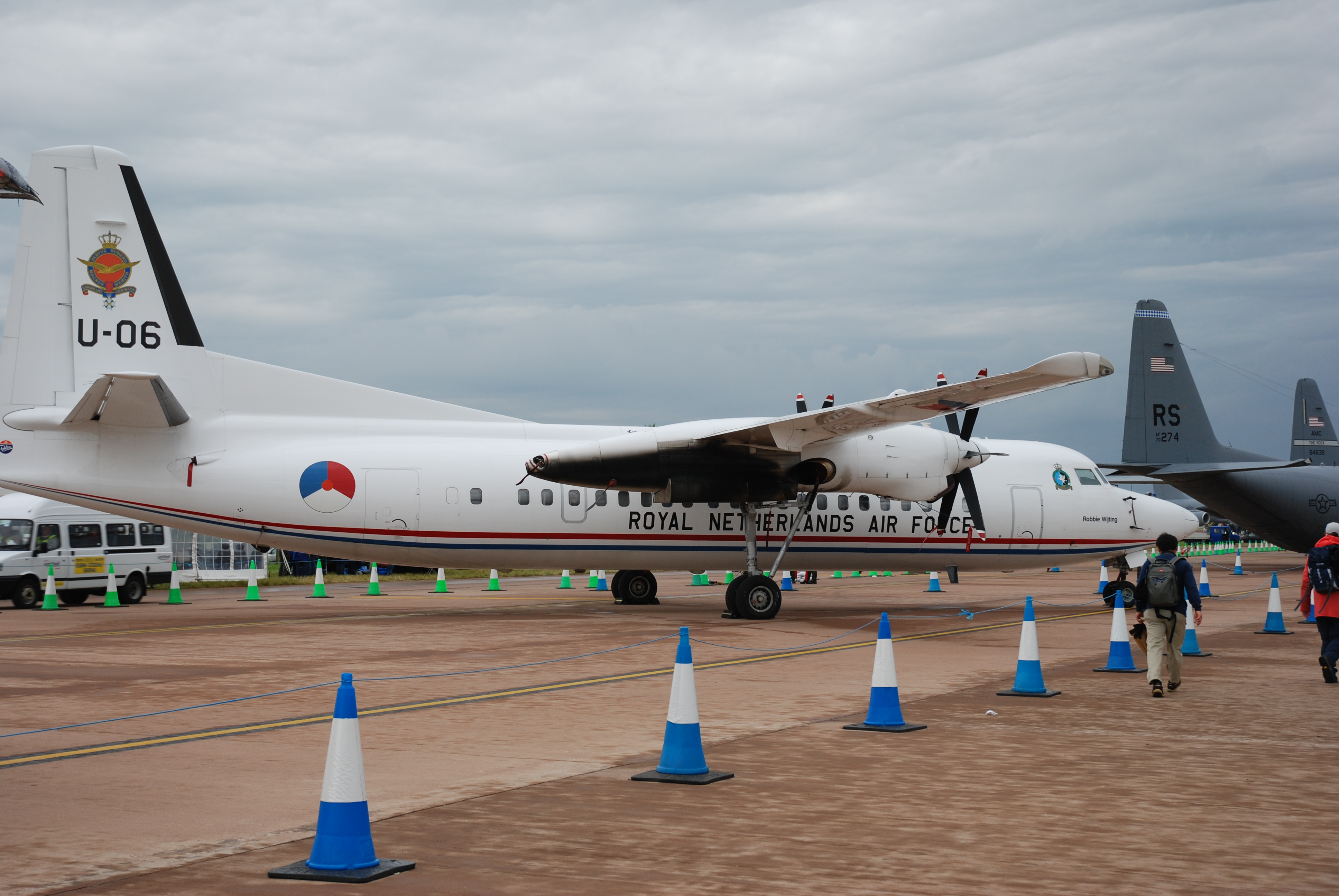
Prodloužená verze Fokkeru 50 – Fokker 60
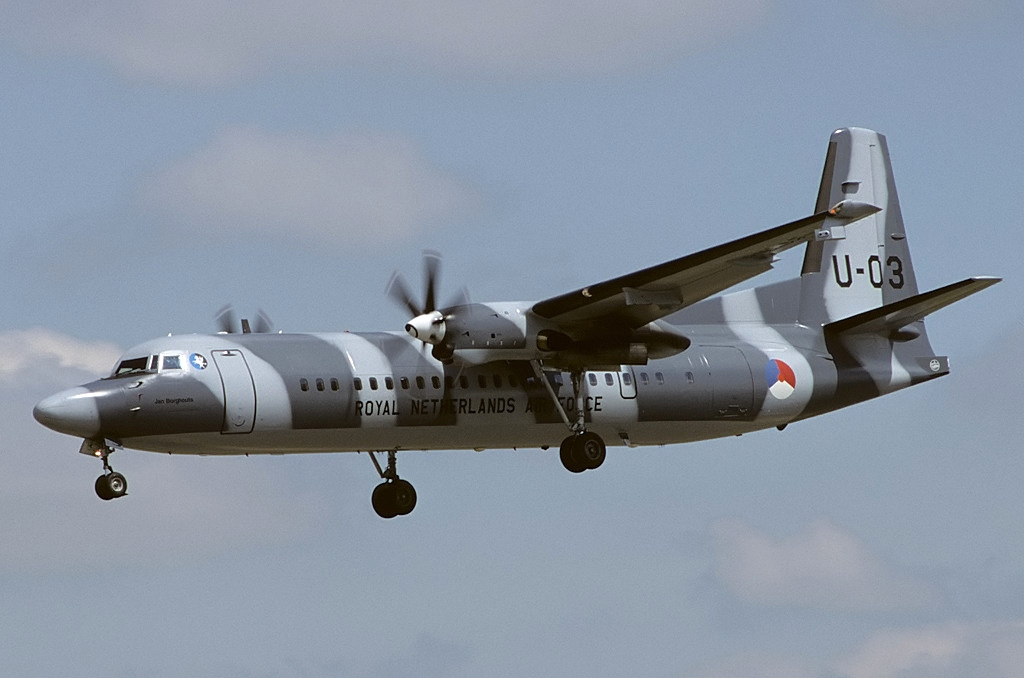
Fokker 60 v armádní verzi